# نخل برزیلی
نخل برزیلی (نام علمی: Copernicia prunifera) نام یک گونه از تیره نخلیان است. این درخت بومی شمال خاوری برزیل است.
از پوشش روی برگ‌های آن موم گران‌قیمتی به نام موم نخل گرفته می‌شود. میوه و دانه‌های نخل برزیلی هم خوراکی هستند و از چوب آن در ساختمان‌سازی استفاده می‌شود.

## نگارخانه

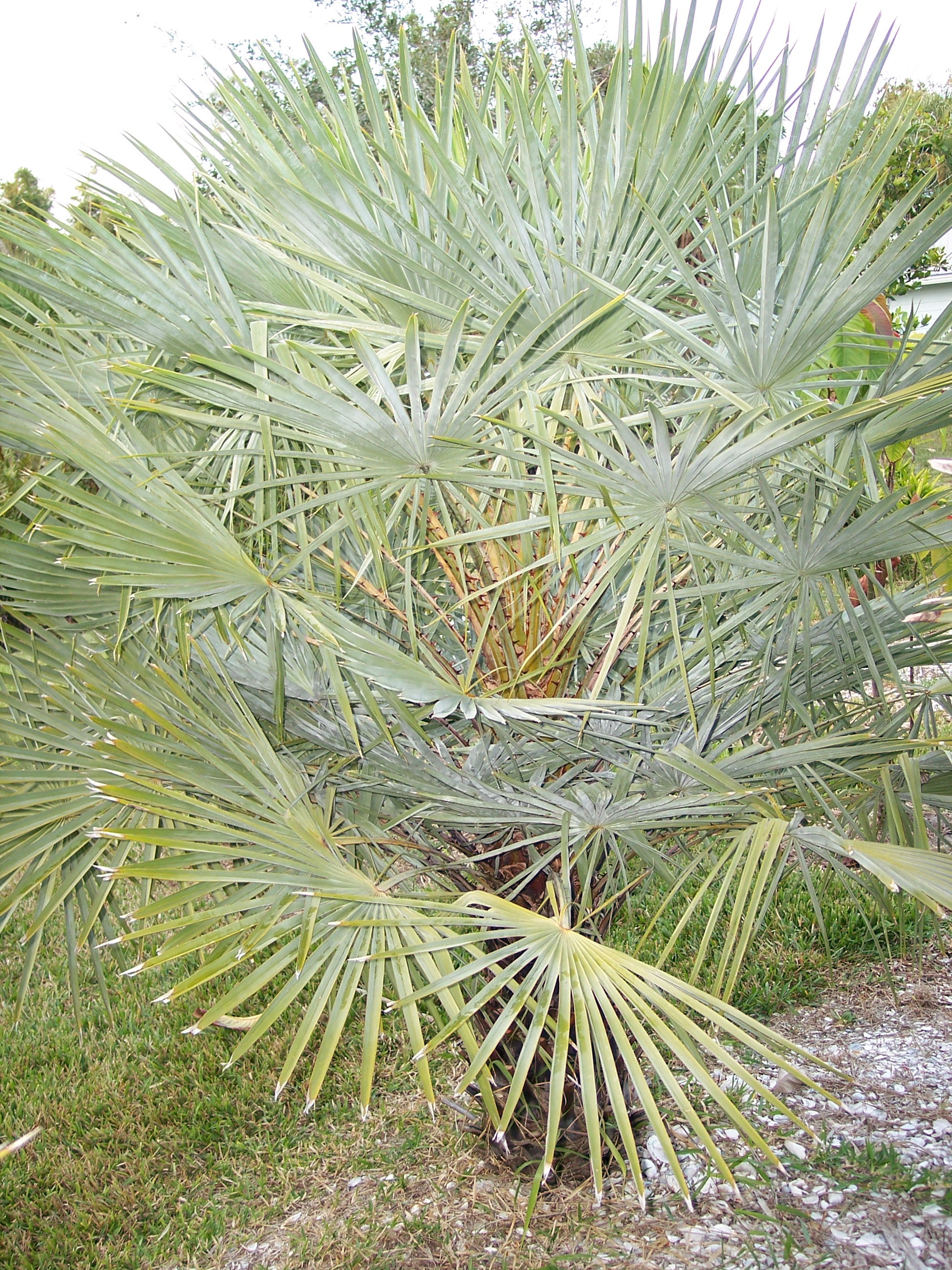
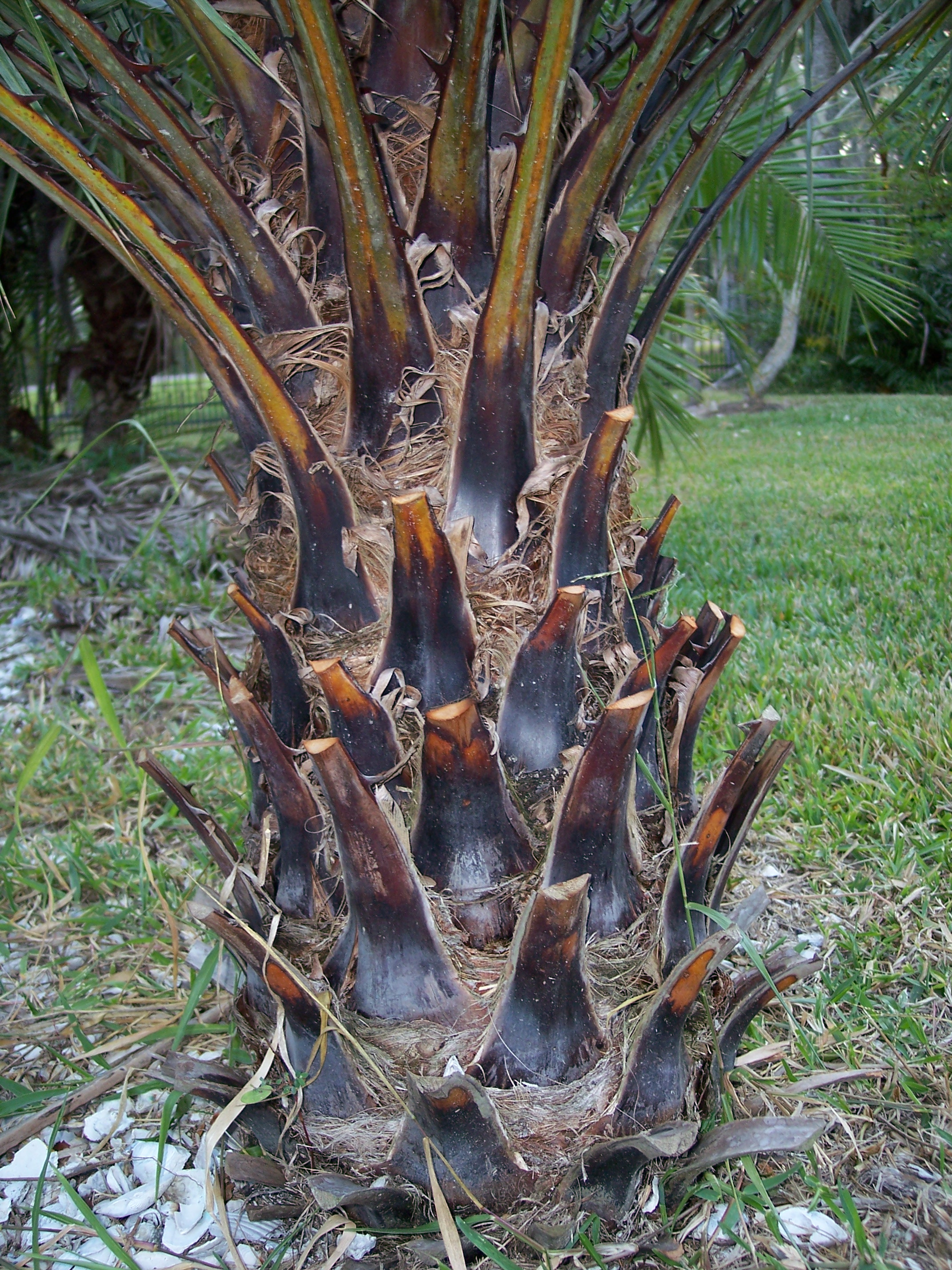
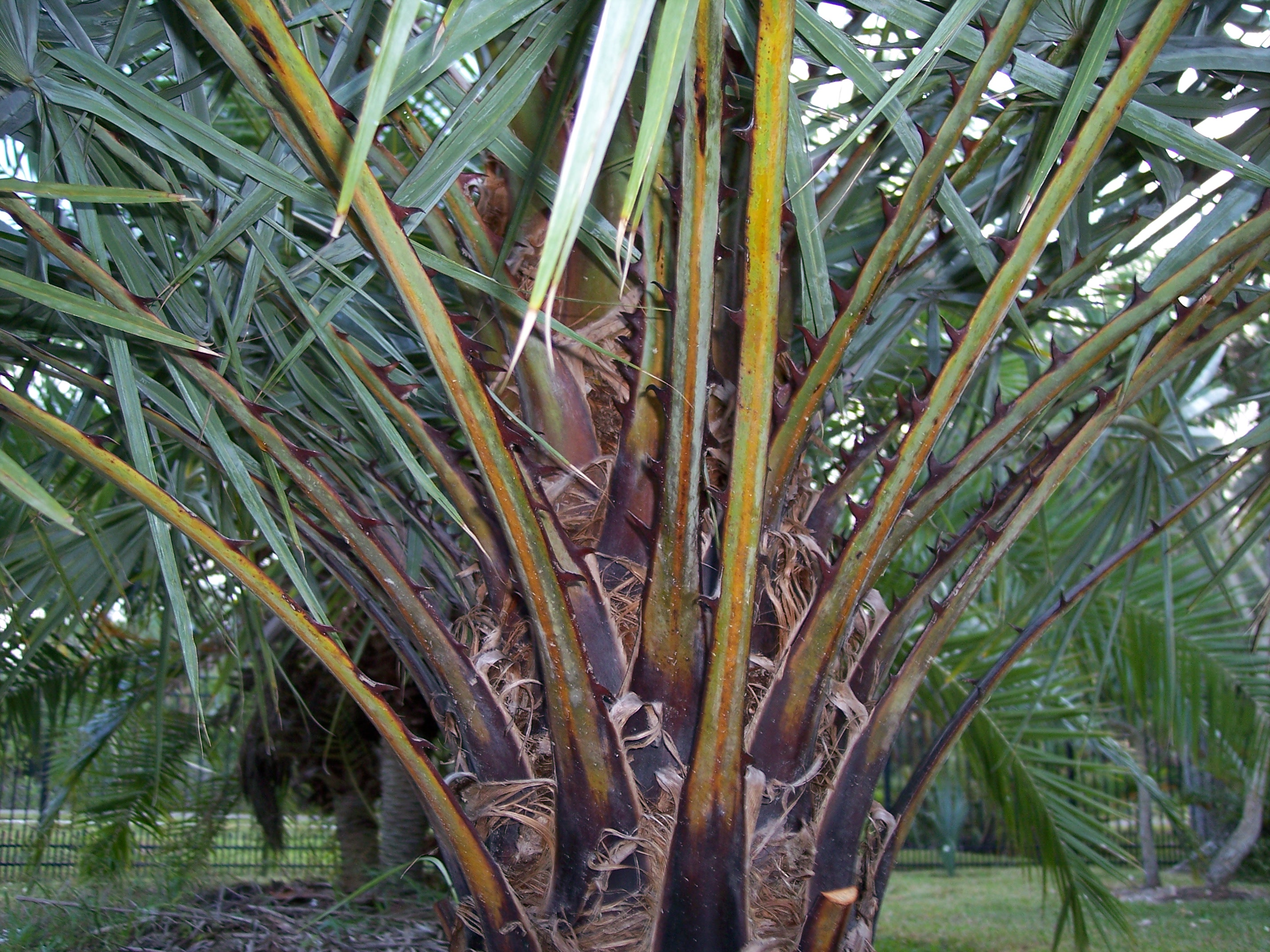
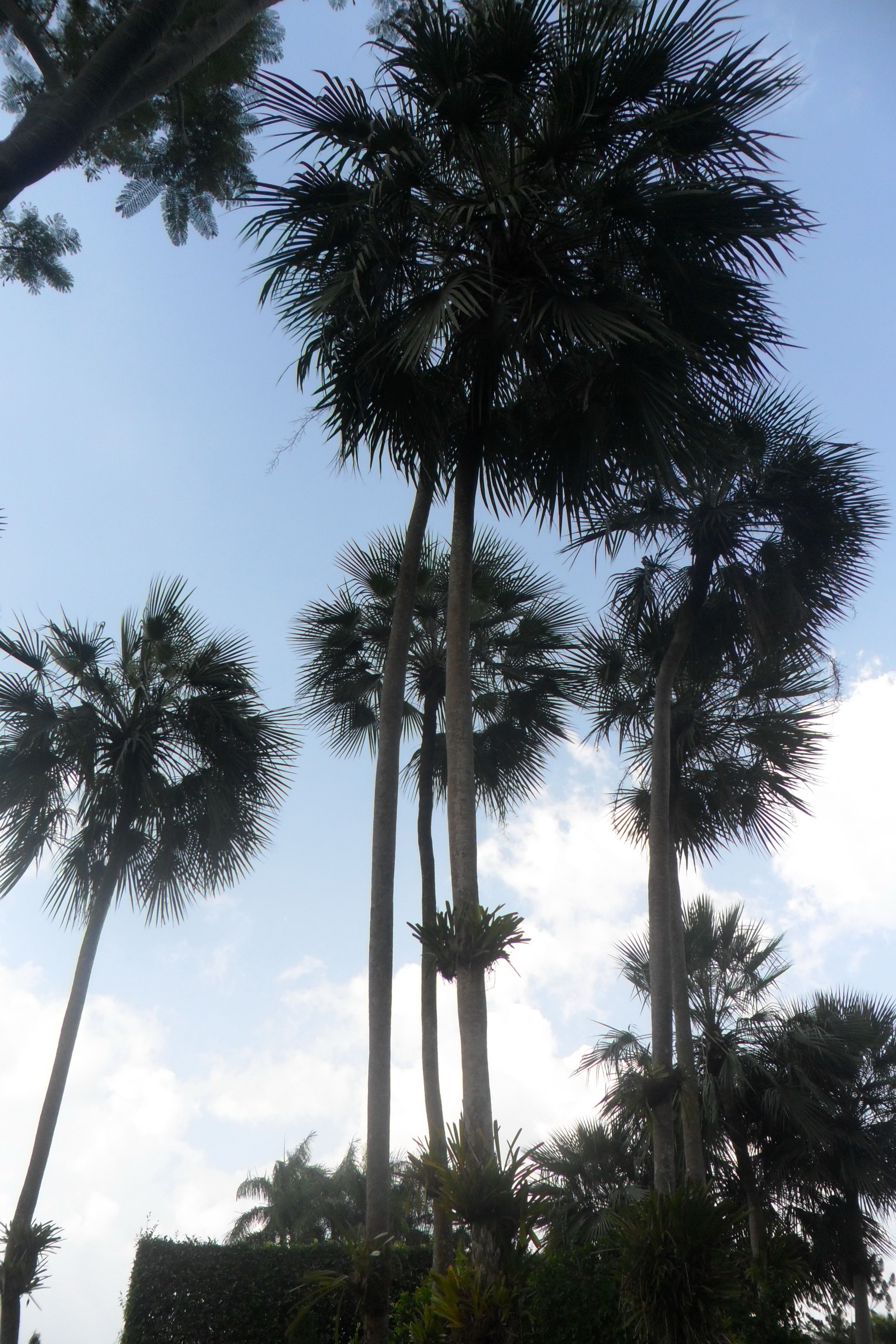